# Access Now
Access Now és una organització sense ànim de lucre fundada l'any 2009 amb el propòsit de defensar i ampliar els drets digitals de les persones a tot el món, indexar els tancaments d'internet, proporcionar nodes de sortida per a la xarxa Tor i posar fre a la indústria creixent de la cibervigilància i el ciberespionatge que representen una amenaça per als drets humans.
Els principals finançadors inclouen Facebook, Global Affairs Canada, el Ministeri d'Afers Exteriors dels Països Baixos i l'Agència Sueca de Cooperació Internacional per al Desenvolupament.

## Història
Access Now va ser fundat per Brett Solomon, Cameran Ashraf, Sina Rabbani i Kim Pham el 2009, després de les controvertides eleccions presidencials iranianes d'aquell any. Des d'aleshores, ha fet campanyes contra els tancaments d'internet, la censura en línia, els acords comercials internacionals i la cibervigilància governamental. Access Now defensa l'ús del xifratge i està a favor de lleis i regulacions de seguretat cibernètica limitades.

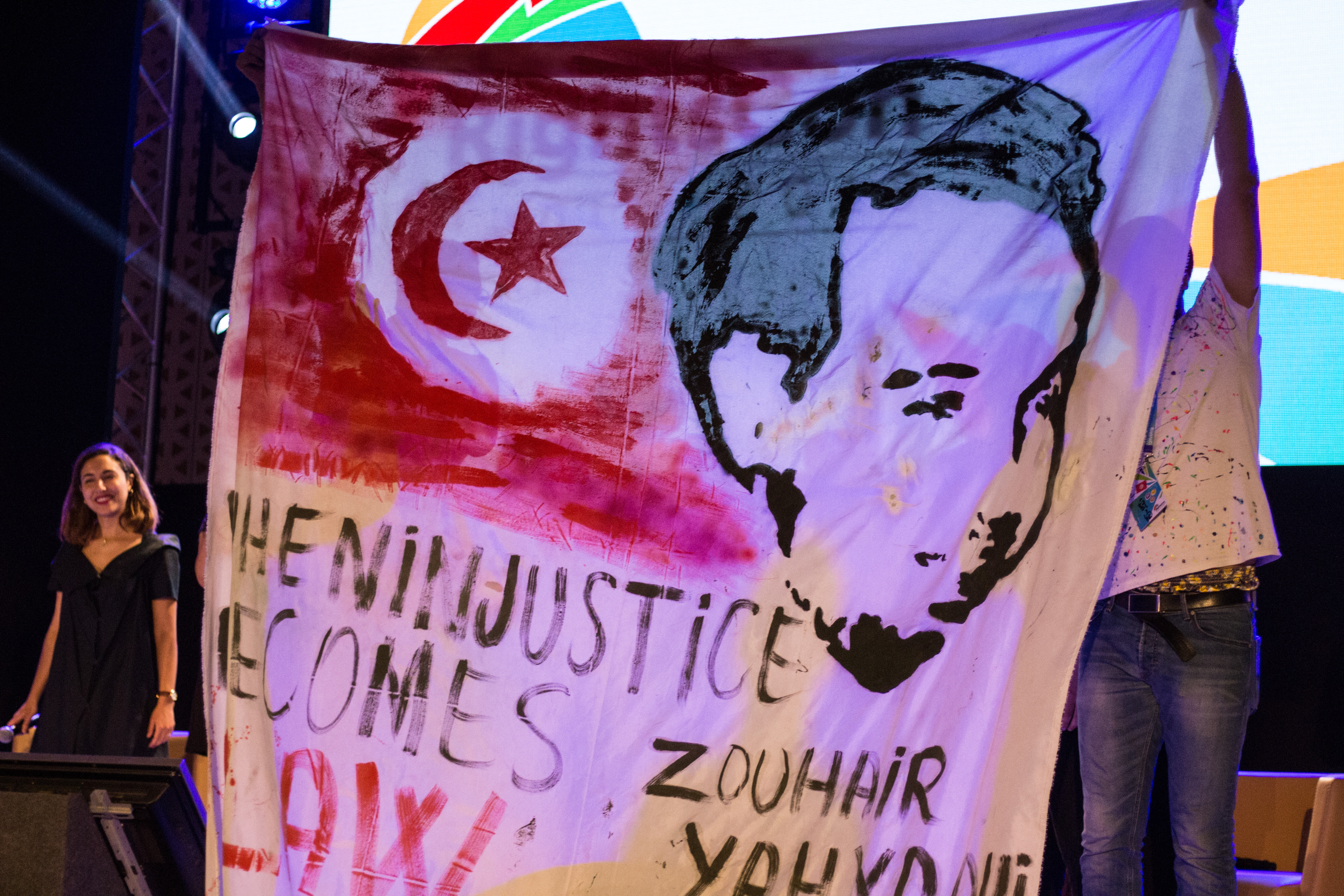
Una pancarta a la RightsCon de Tunis el 2019 reclamant justícia per a Zouhair Yahyaoui

Access Now organitza un congrés anual sobre seguretat informàtica anomenat RightsCon que es va celebrar per primera vegada a Silicon Valley el 2011 i, posteriorment, a Rio de Janeiro (2012), Silicon Valley (2014), Manila (2015), Silicon Valley (2016), Brussel·les (2017), Toronto (2018), Tunis (2019) i en línia a partir de 2020. RightsCon reuneix representants polítics, gegants tecnològics, ONG i activistes independents per a debatre al voltant de la intersecció entre els drets humans i la digitalització sobre, per exemple, el discurs de l'odi i la llibertat d'expressió, la intel·ligència artificial, la privadesa i la protecció de dades personals, el govern obert i la democràcia, l'automatització i els futurs digitals, o el control de continguts i la construcció de pau.

## Projecte #KeepItOn

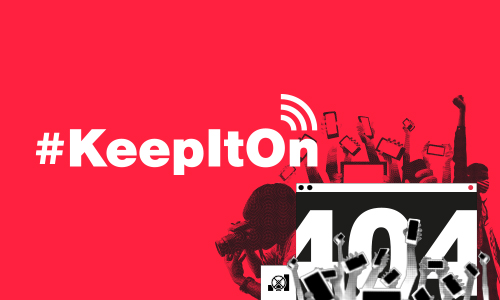

Access Now elabora un informe anual cada primavera sobre els tancaments d'internet, els bloquejos de les xarxes socials i els slowdowns d'internet a països d'arreu del món. Access Now lluita contra la repressió política a internet i ofereix subvencions i suport a organitzacions de base per avançar en els drets dels usuaris i les comunitats que corren el risc de violacions dels drets digitals.
Access Now recopila dades mitjançant Shutdown Tracker Optimization Project (STOP). Aquest projecte utilitza dades de teledetecció per a identificar aturades del servei, bloquejos d'adreces IP i limitacions. Aquests casos es confirmen mitjançant reculls de notícies, testimonis d'activistes locals, reconeixements oficials del govern i declaracions dels proveïdors d'internet. Es considera un tancament «la interrupció intencionada d'internet o de les comunicacions electròniques que les fa inaccessibles o efectivament inutilitzables per a una població específica o dins d'una ubicació, sovint per a exercir el control sobre el flux d'informació».
Acces Now ofereix assessorament tècnic a periodistes i defensors dels drets humans que han estat víctimes d'atacs cibernètics, de programari espia, de robatori de dades o identitat i d'altres atacs digitals, i suport sobre com construir infraestructures digitals integrals i sostenibles alhora que es protegeixen els drets digitals de les persones a les quals serveixen.
L'organització ha rebut crítiques pel fet d'utilitzar persones voluntàries del país per a identificar i denunciar els atacs del seu propi govern a causa del risc que els suposa. També hi ha qui ha proposat sistemes automatitzats per fer un seguiment més ètic d'aquestes interrupcions.